# Linka Marunouči
Linka Marunouči (japonsky 丸ノ内線, Tókjó Metoro Marunouči-sen) je linka tokijského metra patřící soukromé společnosti Tokyo Metro (東京メトロ). Je dlouhá 24,2 km a spojuje nádraží Ikebukuro a Ogikubo. Ve stanici Nakano-sakaue se dělí na hlavní linku směřující na Ogikubo a vedlejší linku směřující na Hónančó. Hlavní linka (Ikebukuro–Ogikubo) má dvacet pět zastávek a vedlejší linka má tři. Její značka je velké M a vedlejší linka má malé m. Značí se červenou barvou a  je druhou nejstarší linkou tokijského metra patřící společnosti Tokyo Metro.

## Zastávky
- Ogikubo, přestup na linky Čúó  a Čúó-Sóbu společnosti JR East
- Minami-asagaja, bez přestupu

- Šin-koendži, bez přestupu
- Higaši-koendži, bez přestupu

- Šin-nakano, bez přestupu

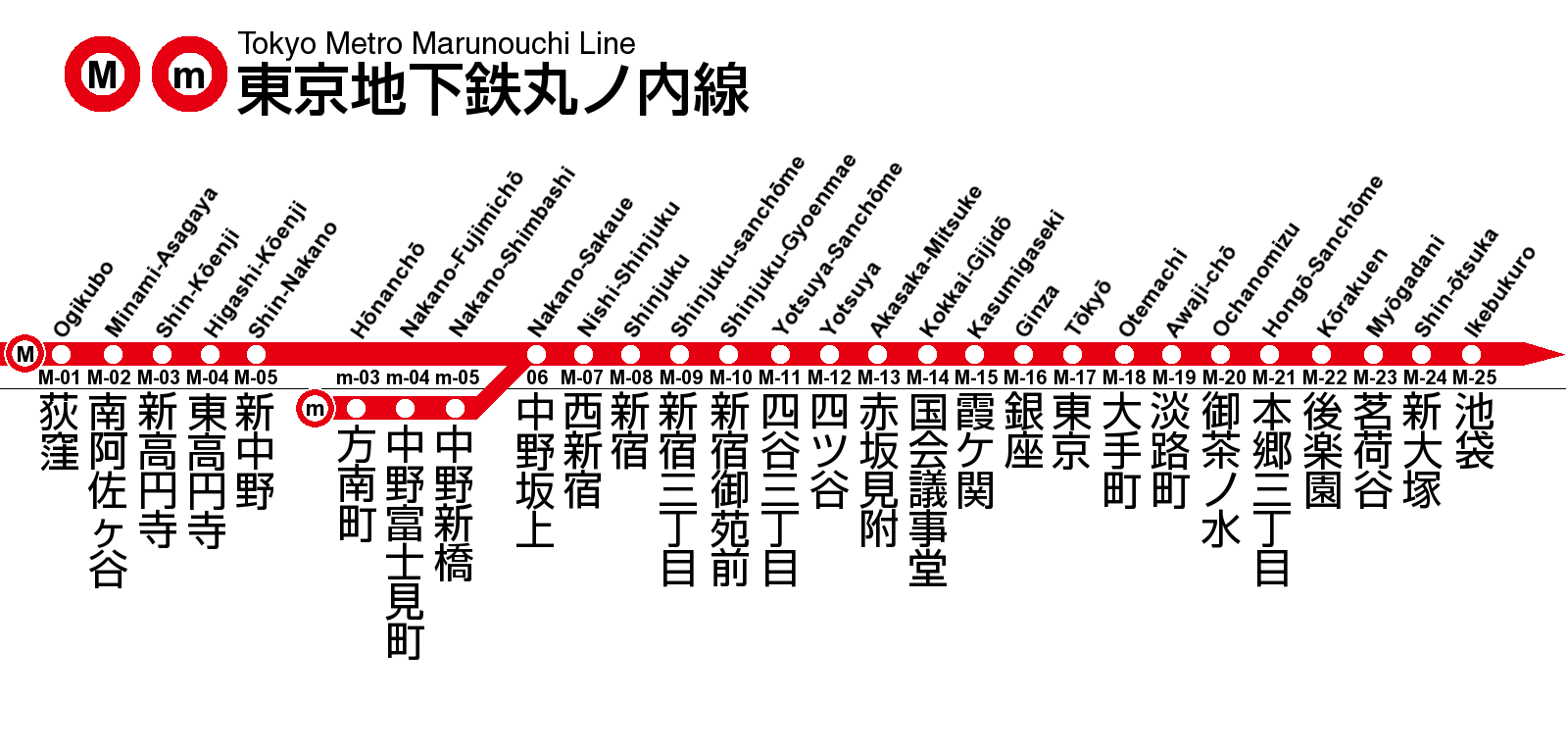
Seznam zastávek linky Marunouči

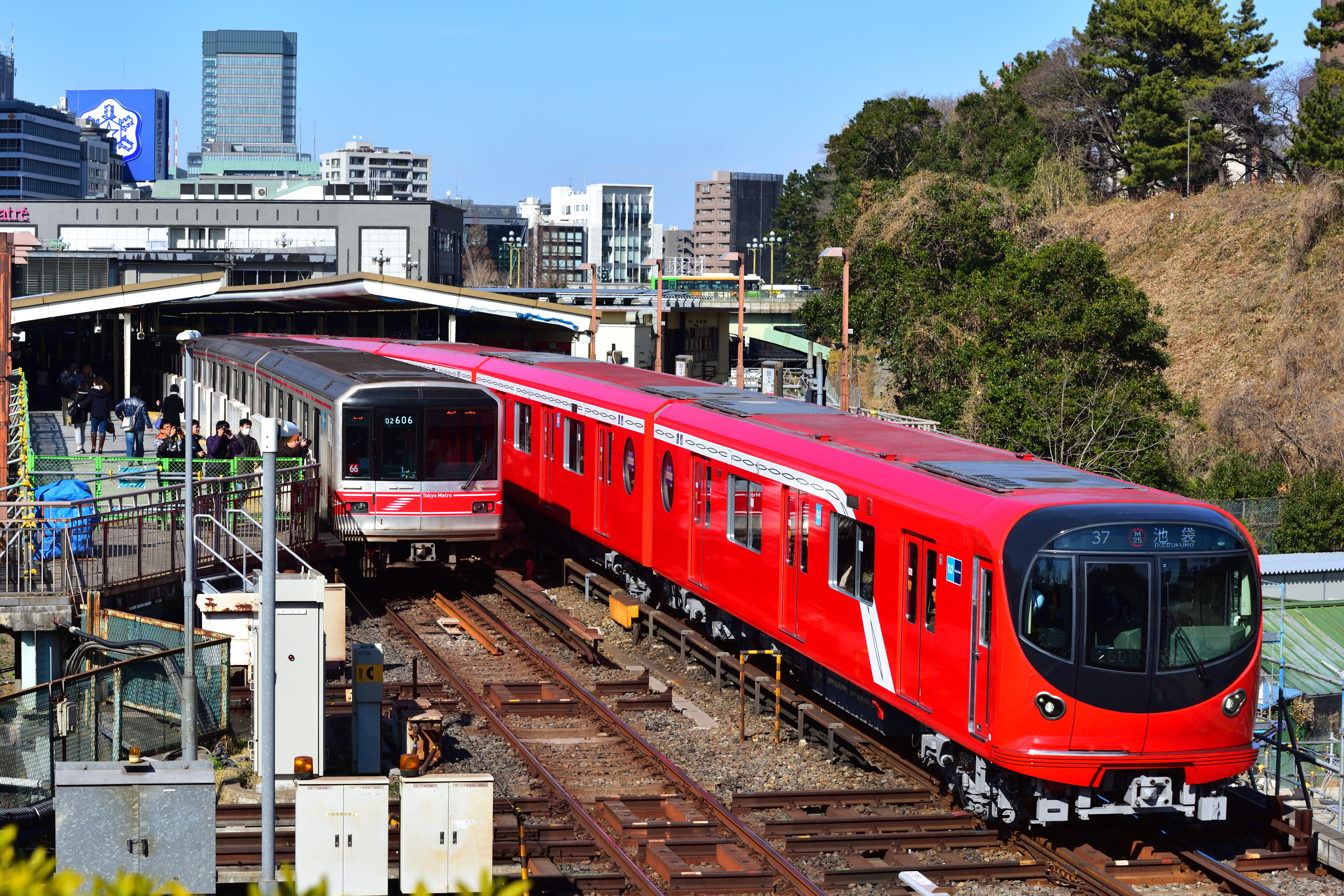
Vlakové soupravy linky Marunouči

- Nakano-sakaue, přestup na linku metra Óedo společnosti Tóei

- Niši-šindžuku, bez přestupu

Logo vedlejší linky

- Šindžuku, přestup na linky Saikjó, Šónan-Šindžuku, Jamanote, Čúó a Čúó-Sóbu společnosti JR East, linky metra  Šindžuku a Óedo společnosti Tóei, linku Keió sooukromé společnosti Keió, linku Odakjú soukromé společnosti Odakjú a linku Seibu Šindžuku soukromé společnosti Seibu.
- Šindžuku-sančóme, přestup na linku metra Fukutošin společnosti Tokyo Metro a linku metra Šindžuku společnosti Tóei
- Šindžuku-gjoemmae, bez přestupu
- Jocuja-sančóme, bez přestupu
- Jocuja, přestup na linky Čúó  a Čúó-Sóbu společnosti JR East a linku metra Namboku společnosti Tokyo Metro
- Akasaka-micuke, přestup na linky metra Ginza, Hanzómon, Namboku a Júrakučó společnosti Tokyo Metro
- Kokkai-gijidómae, přestup na linky metra Ginza, Namboku a Čijoda společnosti Tokyo Metro
- Kasumigaseki, přestup na linky metra Čijoda a Hibija společnosti Tokyo Metro
- Ginza, přestup na linky metra Ginza a Hibija společnosti Tokyo Metro
- Tókjó, přestup na linky Jamanote, Keihin-Tóhoku, Ueno-Tókjó, Jokosuka, Tókaidó, Čuó, Musašino a Keijó  a linky šinkansen Tókaidó, Sanjó, Tóhoku, Hokuriku, Džóecu, Akita, Jamagata a Hokkaidó všechny patřící společnosti JR.
- Ótemači, přestup na linky metra Čijoda, Tózai a Hanzómon společnosti Tokyo Metro a linka metra Mita společnosti Tóei
- Awadžičó, přestup na linku metra Čijoda společnosti Tokyo Metro a linku metra Šindžuku společnosti Tóei
- Očanomizu, přestup na linky Čúó  a Čúó-Sóbu společnosti JR East
- Hongo-sančóme, přestup na linku metra Óedo společnosti Tóei
- Kórakuen, přestup na linku metra Namboku společnosti Tokyo Metro a linky metra Mita a Óedo společnosti Tóei
- Mjogadani, bez přestupu
- Šin-ocuka, bez přestupu
- Ikebukuro, přetup na linky Jamanote, Saikjó a Šónan-Šindžuku společnosti JR East, linky metra Júrakučó a Fukutošin společnosti Tokyo Metro, linku Tóbu Todžo soukromé společnosti Tóbu a linku Seibu Ikebukuro soukromé společnosti Seibu

## Zastávky vedlejší linky
- Nakano-sakaue, bez přestupu
- Nakano-šimbaši, bez přestupu
- Nakano-fudžimičó, bez přestupu
- Hónančó, bez přestupu